# Heremiet (monnik)

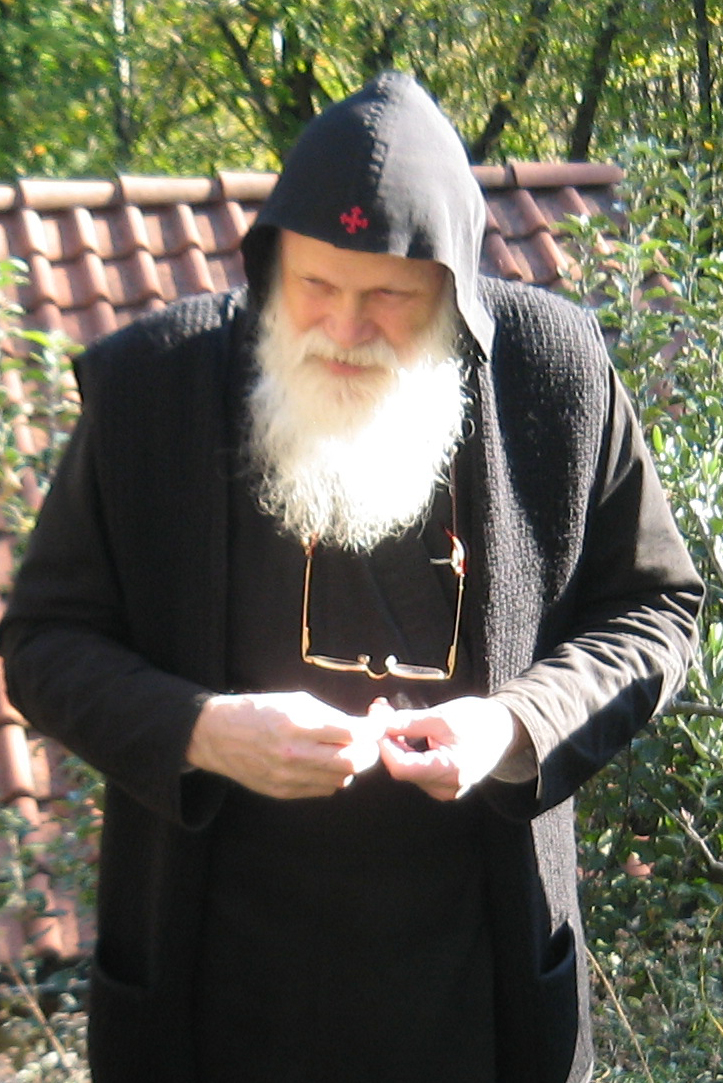
De Zwitserse heremiet Gabriël Bunge

Een heremiet (synoniemen: eremiet, kluizenaar, anachoreet) is een religieuze man of vrouw die in afzondering leeft in een kluizenarij of hermitage, buiten de bewoonde wereld. 
De aanduiding komt van het Griekse woord ἔρημος, dat "eenzaam, onbewoond, verlaten" betekent.

## Oorsprong
De eerste mensen die heremiet genoemd werden waren de woestijnvaders: christelijke monniken die zich in de 2e eeuw afzonderden in de woestijn van Egypte, zoals in Wadi Natroen. Zij waren soms voor de christenvervolgingen gevlucht, die regelmatig in het Romeinse Rijk plaatsvonden, en hadden ontdekt dat stilte, eenzaamheid en matigheid in voedsel, drank en slaap een vruchtbare grond voor het gebed konden vormen. De bekendste van deze kluizenaars zijn de heilige Paulus van Thebe en de heilige Antonius van Egypte (Antonius Abt). Zij kregen vele navolgers, die steeds verder de woestijn introkken, en uiteindelijk ook de gemeenschappen stichtten waaruit later het christelijke kloosterwezen ontstond. Antonius Abt (251-356) staat bekend als de vader van het kloosterleven. Naast de kloosters zijn er altijd ook kluizenaars gebleven, zowel in het Oosten als het Westen.

## Middeleeuwen

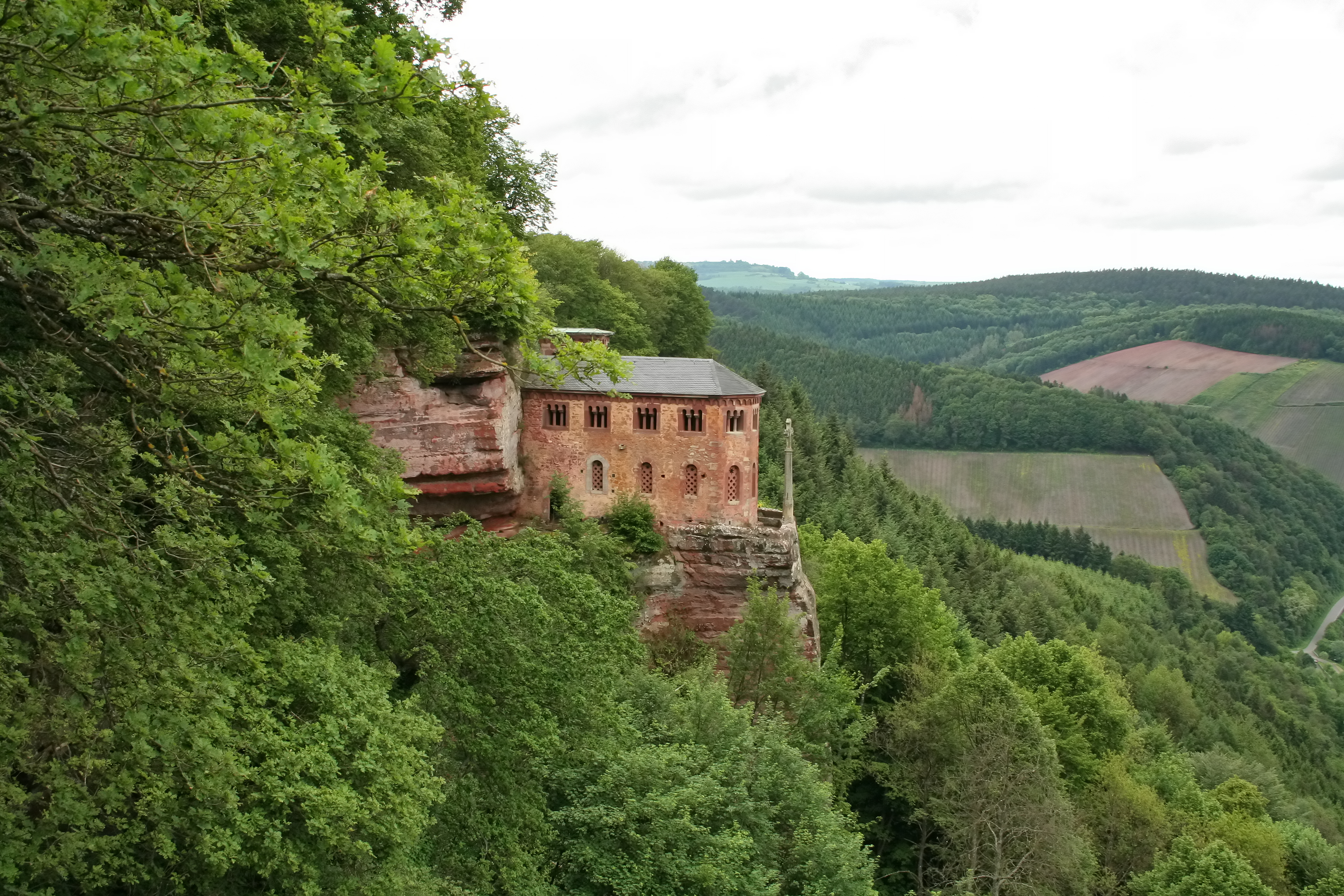
Middeleeuwse kluis in het Duitse Kastel

Gedurende de hele middeleeuwen waren er in Europa overal kluizenaars, die zich ophielden in afgelegen oorden zoals in de wouden en hoog in de bergen, maar ook dichter bij de bewoonde wereld. Vrouwen lieten zich zelfs soms inmetselen in een cel die aan een stadskerk was vast gebouwd. Sommige heremieten stonden hoog aangeschreven om hun wijsheid en waren geliefde raadgevers (soms van edelen en vorsten), anderen waren zeer eenvoudige (vaak ongeletterde) broeders die zich vooral bezighielden met het herhalen van eenvoudige mondgebeden en het onderhoud van een afgelegen kapel.

## 17e en 18e eeuw
Onder invloed van de barokspiritualiteit ontstonden er nogal wat kleine bedevaartkapellen op afgelegen plaatsen. Deze werden soms voorzien van een kluis met bijbehorende heremiet. Deze hield het heiligdom schoon en bad de rozenkrans met de pelgrims. Ook begonnen verschillende kluizenaars met het geven van cathechismusles aan de jeugd en het waken bij stervenden. Hierdoor verwaterde het ideaal van een eenzaam leven natuurlijk wel.

## De Nederlanden

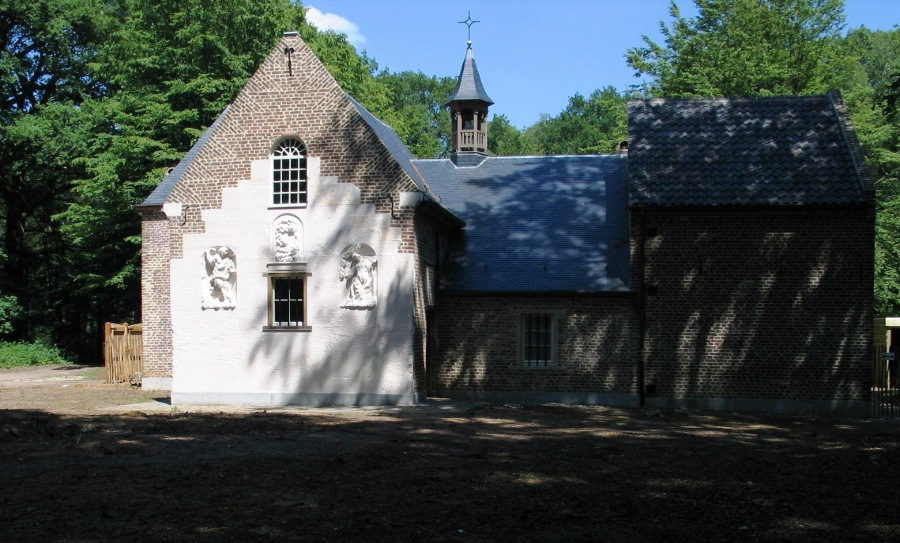
De kluis in Bolderberg

De Nederlanden kenden sinds de middeleeuwen een kluizenaarstraditie die vooral tijdens de contrareformatie tot grote bloei kwam. Vooral het huidige Vlaanderen en de Nederlandse provincie Limburg kenden in de 17e en 18e eeuw nogal wat kluizen. Toen de tijdsgeest in de Kerk, in Nederland vooral na het herstel van de hiërarchie), steeds meer getekend werd door een zekere systematiseringsdrang, kregen kluizenaars het moeilijk. De kerkelijke overheid vond deze 'wilde' broeders minder gewenst en de laatste Nederlandse kluizenaar vertrok in 1930 uit in de kluis op de Schaelsberg. Wel zijn er ook in de jaren daarna kluizenaars geweest, maar dat waren altijd kloosterlingen die apart van hun communiteit in een kluis op het terrein van een klooster woonden. Een daarvan was broeder David die tussen 2005 en 2015 in een kluis binnen het slot van Abdij Sion te Diepenveen woonde. Sinds ca. 2000 maakt het kluizenaarsideaal in West-Europa, onder andere in Duitsland, een bloeiperiode door. In Nederland werd in 2001 te Warfhuizen in de provincie Groningen een nieuwe kluis gesticht, de Kluizenarij Onze Lieve Vrouwe van de Besloten Tuin. 

## Kerkrechtelijke status

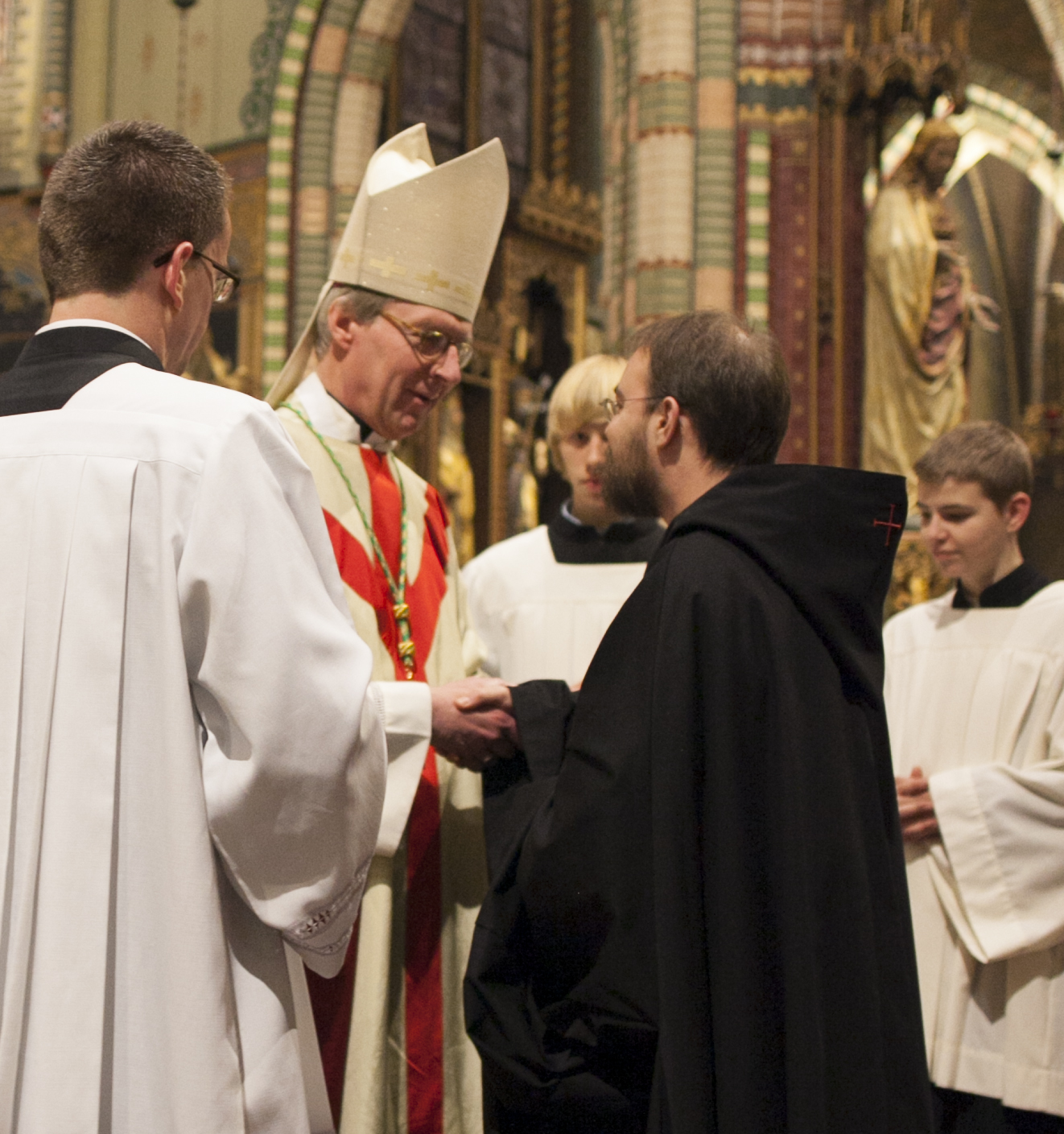
Mgr. de Korte, bisschop van Groningen-Leeuwarden, tijdens de eeuwige professie van de kluizenaar van Warfhuizen

In de Rooms-Katholieke Kerk zijn heremieten sinds het kerkelijke wetboek van 1983 canoniek ingebed in de bisdommen. Dit betekent dat de plaatselijke bisschop formeel voor een kluizenaar de plaats van de overste inneemt. In de praktijk zal hij echter die taak altijd delegeren. Wel is het zijn verantwoordelijkheid om de leefregel van de kluizenaar goed te keuren en getuige te zijn bij diens eeuwige professie (volgens het kerkelijke jargon legt de kluizenaar dus zijn eeuwige geloften af 'in de handen van' de plaatselijke bisschop). De kluizenaar wordt door het bisdom niet betaald: het gaat dus louter om een geestelijke band. Naast deze 'canonieke' of 'diocesane' kluizenaars zijn er ook leden van religieuze orden die als kluizenaar leven. Zij blijven in principe gewoon onder het gezag van hun eigen overste vallen, bijvoorbeeld een benedictijnse abt of een franciscaanse gardiaan. In Nederland is op dit moment alleen de kluizenaar van de hier al eerder genoemde kluis van Warfhuizen eeuwig geprofest als canoniek kluizenaar. 

## Heremieten buiten het christendom

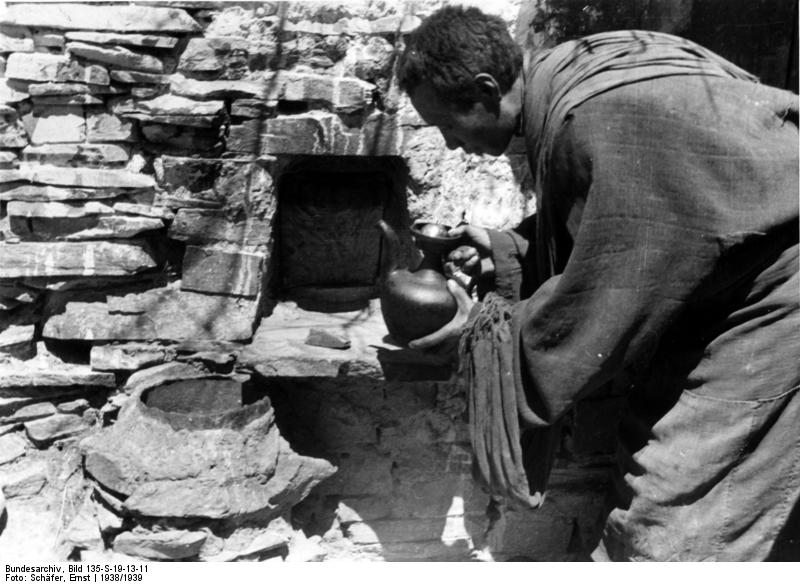
Voedsel voor een ingemetselde heremiet, foto genomen tijdens Tibetexpeditie in 1938

Ook verschillende oosterse godsdiensten, zoals het boeddhisme en het hindoeïsme kennen kluizenaars. 
Kluizenaars verschijnen regelmatig in de twee grote Indiase heldendichten, de Ramayana en de Mahabharata (5de eeuw - 4de eeuw v.Chr.). In de heilige sastra van de hindoes wordt als een ideaal voorgespiegeld dat het middelste deel van het leven van een man moet worden doorgebracht als een Banaprastha (boskluizenaar of kluizenaar).
Vanuit religieus oogpunt is het eenzame leven een vorm van ascese, waarbij de kluizenaar afstand doet van wereldse zorgen en genoegens. Dit kan om vele redenen worden gedaan, waaronder: om dichter bij de godheid of godheden te komen die ze aanbidden of vereren, om je energie te wijden aan zelfbevrijding van saṃsāra, enz. Deze praktijk komt ook voor in oude Śramaṇa-tradities, boeddhisme, jaïnisme, hindoeïsme, Kejawèn en het soefisme. Het taoïsme heeft ook een lange geschiedenis van ascetische en kluizenaarsfiguren. In het ascetische kluizenaarsleven zoekt de kluizenaar de eenzaamheid voor meditatie, contemplatie, gebed, zelfbewustzijn en persoonlijke ontwikkeling op fysiek en mentaal niveau; zonder de afleiding van contact met de menselijke samenleving.

## Andere betekenissen
De term kluizenaar wordt in het wereldlijk leven ook wel gebruikt voor een persoon die doelbewust afstand neemt van zijn omgeving en de maatschappij, of overdrachtelijk voor iemand die zich van de wereld vervreemd heeft en nooit contact met anderen heeft. De wereldlijke kluizenaar komt vaak terug in uitingen van volkscultuur. Zo loopt er in het kinderboek Pluk van de Petteflet van Annie M.G. Schmidt een kluizenaar rond, overigens aangeduid met “kluizelaar”.
De Spaanse vrouw Beatriz Flamini heeft in 2021-2023 vrijwillig een periode van 500 dagen min of meer als een kluizenaar in een grot geleefd, als wetenschappelijk experiment om de lichamelijke en geestelijke gevolgen te onderzoeken. Ze werd op afstand geobserveerd door haar begeleidingsteam. Ze kon berichten versturen aan dit team, maar geen antwoord of andere informatie over de buitenwereld ontvangen. Wel kon ze zo boodschappen bestellen die op een afgesproken plaats in de grot werden neergezet, zodat ze die kon ophalen, zonder echter de brenger te ontmoeten. Na afloop zei ze dat het verblijf goed was bevallen. De lichamelijke en geestelijke gevolgen worden nog nader onderzocht.
De heremiet is tevens een kaart in het tarotspel. In het Rider-Waite tarot is het kaart 9 van de Grote Arcana.